# Prêmio Bridgman
O Prêmio Bridgman (em inglês:  Bridgman Award) é um prêmio da International Association for the Advancement of High Pressure Science and Technology (AIRAPT), destinado à física e química de altas pressões, concedido a cada dois anos. Homenageia Percy Williams Bridgman, laureado com o Nobel de Física de 1946 e pioneiro nas pesquisas desta área.

## Recipientes
- 1977 Harry George Drickamer
- 1979 Boris Vodar
- 1981 Ernst Ulrich Franck
- 1983 Francis Birch
- 1985 Nestor Joseph Trappeniers
- 1987 Francis Pettit Bundy
- 1989 Ho-Kwang Mao
- 1991 Shigeru Minomura
- 1993 Arthur Ruoff
- 1995 Bogdan Baranowski
- 1997 William Akers Bassett
- 1999 Vladimir Fortov
- 2001 William J. Nellis
- 2003 Neil Ashcroft
- 2005 Sergei Mikhailovich Stishov
- 2007 Takehiko Yagi
- 2009 Russell J. Hemley
- 2011 Eji Ito
- 2013 Karl Syassen
- 2015 Paul Loubeyre
- 2017 Mikhail Eremets